# Havergal Brian
William "Havergal" Brian (født 29. januar 1876 i Staffordshire, England, død 28. november 1972 i Sussex) var en engelsk komponist.
Brian Skrev 32 symfonier, som gjorde ham legendarisk som komponist. 8 af symfonierne er skrevet, da han var over 90 år. 1 symfoni The Gothic er skrevet for et orkester på 200 mand, 2 dobbeltkor, børnekor og 4 solister.
I 1907 skrev han sit vel nok mest kendte værk first English Suite, som blev en kæmpe succes ved the proms i London.
Brian skrev også orkesterværker, operaer og messer , men det var hans symfoniske produktion der fyldte mest i hans kompositoriske liv.
Han var en nær ven med komponisten Granville Bantock.

## Udvalgte værker
- Symfoni nr. 1 "Den Gotiske" (1919–1927) - for SATB soli, børnekor, to dobbeltkor og orkester
- Symfoni nr. 2 (1930–1931) - for orkester
- Symfoni nr. 3 (1931–1932) - for orkester
- Symfoni nr. 4 "Sejrssangen" (1932–1933) - for sopran, dobbeltkor og orkester
- Symfoni nr. 5 "Vinens Sommer" (1937) - for baryton og orkester
- Symfoni nr. 6 "Tragisk Symfoni" (1948) - for orkester
- Symfoni nr. 7 (1948) - for orkester
- Symfoni nr. 8 (1949) - for orkester
- Symfoni nr. 9 (1951) - for orkester
- Symfoni nr. 10 (1953–1954) - for orkester
- Symfoni nr. 11 (1954) - for orkester
- Symfoni nr. 12 (1957) - for orkester
- Symfoni nr. 13 (1959) - for orkester
- Symfoni nr. 14 (1959–1960) - for orkester
- Symfoni nr. 15 (1960) - for orkester
- Symfoni nr. 16 (1960) - for orkester
- Symfoni nr. 17 (1960–1961) - for orkester
- Symfoni nr. 18 (1961) - for orkester
- Symfoni nr. 19 (1961) - for orkester
- Symfoni nr. 20 (1962) - for orkester
- Symfoni nr. 21 (1963) - for orkester
- Symfoni nr. 22 "Lille Symfoni"" (1964–1965) - for orkester
- Symfoni nr. 23 (1965) - for orkester
- Symfoni nr. 24 (1965) - for orkester
- Symfoni nr. 25 (1965–1966) - for orkester
- Symfoni nr. 26 (1966) - for orkester
- Symfoni nr. 27 (1966) - for orkester
- Symfoni nr. 28 (1967) - for orkester
- Symfoni nr. 29 (1967) - for orkester
- Symfoni nr. 30 (1967) - for orkester
- Symfoni nr. 31 (1968) - for orkester
- Symfoni nr. 32 (1968) - for orkester
- 5 Engelske suiter (1902-1953) - for orkester
- Violinkoncert (1935) - for violin og orkester
- Cellokoncert (1964) - for cello og orkester
- "Tigrene" (1917-1929) – opera
- "Turandot" (1951) – opera
- "Cenci" (1951-1952) – opera
- "Faust" (1955-1956) – opera
- "Agamemnon" (1957) – opera